# Hanna Krabbe
Pour les articles homonymes, voir Krabbe.
Hanna Elise Krabbe, née le 24 octobre 1945 à Bad Bentheim, est une ancienne membre de la première génération de la Fraction armée rouge.

## Biographie
Le 24 avril 1975, lors de l'occupation de l’ambassade d’Allemagne à Stockholm par le « commando Holger Meins » de la R.A.F., elle est arrêtée avec Siegfried Hausner, Lutz Taufer, Bernard Roessner et Karl-Heinz Dellwo, membres du commando. Elle est condamnée le 20 juillet 1977 à deux fois la prison à vie à Düsseldorf pour sa participation à cette attaque.
Hanna Krabbe est graciée en 1996 et libérée de prison.